# Raymond Valabrègue
Pour les articles homonymes, voir Valabrègue.
Raymond Valabrègue, né le 25 septembre 1899 et mort le 18 avril 1966, est un homme politique français.

## Biographie
D'origine drômoise, par sa mère, il passe sa jeunesse dans le nord Vaucluse. Sa double formation universitaire, en droit et an science, lui permet de suivre de près les problématiques légales, liées au progrès industriels et scientifiques, et notamment le droit des inventeurs. En 1931, il devient l'avocat du CNRS.

## Détail des fonctions et des mandats
Mandat parlementaire
- 17 juin 1951 - 1er décembre 1955 : Député de la Drôme